# El aviador
El aviador es una película estadounidense de 2004 dirigida por Martin Scorsese y protagonizada por Leonardo DiCaprio, que recrea la biografía de Howard Hughes, pionero de la aviación. Narra su vida desde la década de 1920 hasta la década de 1940, época en que Hughes dirigía y producía sus propias películas en Hollywood y también pilotaba sus propios prototipos aéreos. La película ganó cinco Premios Óscar.

## Argumento
En 1914, Howard Hughes aparece en una escena en la película en la que su madre le está bañando. Ella le advierte de la posibilidad de que pueda contraer una enfermedad. En 1927, Hughes (Leonardo DiCaprio), que reside en California ya ha heredado la fortuna de su familia. Contrata a Noah Dietrich (John C. Reilly) para constituir la Hughes Tool Company.
Como consecuencia de su interés por el cine y la aviación, a la edad de 22 años, Hughes comienza a dirigir la película muda, Los ángeles del infierno. Se obsesiona con el rodaje de la película realista y cuando se estrena El cantante de jazz, primera película parcialmente de sonora, convierte Los Ángeles del infierno en una película sonora. Como resultado, se necesitan varios años y una enorme cantidad de dinero para terminarla. Por último, a pesar del escepticismo de la prensa, Los Ángeles del Infierno es un éxito. Sin embargo, Hughes no está satisfecho con el resultado final y ordena que la película se vuelva a rodar tras su estreno en Hollywood. Posteriormente produce Scarface (1932) y The Outlaw (1943).
Hughes comienza una relación sentimental con la actriz Katharine Hepburn (Cate Blanchett). Viven juntos y ella le ayuda a aliviar los síntomas de su trastorno obsesivo-compulsivo (TOC). Como la fama de Hughes crece, tiene relación con varias aspirantes a estrellas, incitando los celos de Hepburn.
La mayor pasión de Hughes sigue siendo la misma: la aviación. Compra una participación mayoritaria en Transcontinental & Western Air (TWA), predecesora de Trans World Airlines. En 1935, prueba y vuela en el H-1 Racer, y consigue un nuevo récord de velocidad, pero se estrella en un campo de berenjenas; "El hombre más rápido del planeta", le dice con sorna a Hepburn.
Tres años más tarde, Hughes vuela alrededor del mundo en tres días, rompiendo su récord anterior de cuatro días. Juan Trippe (Alec Baldwin), presidente de la junta rival Pan American World Airways (Pan Am), está decidido a no dejar que Hughes desafíe el éxito de su empresa. Trippe coloca a su amigo Owen Brewster (Alan Alda) en el senado para presentar el proyecto de ley de aerolíneas comerciales, lo que concedería a Pan Am el monopolio del transporte aéreo internacional.
Hepburn y Hughes se separan cuando ella anuncia que se ha enamorado del también actor Spencer Tracy (Kevin O'Rourke). Hughes pronto tiene nuevos intereses amorosos: primero Faith Domergue (Kelli Garner) de 15 años de edad, a continuación, la actriz Ava Gardner (Kate Beckinsale).
Hughes consigue los contratos de las Fuerzas Aéreas del Ejército de dos proyectos: un aeronave espía y una transporte de tropas enorme diseñado para eludir la amenaza de los submarinos. En 1946, Hughes ha terminado el avión de reconocimiento XF-11 y sigue con la construcción del enorme barco volador "Spruce Goose".
El TOC de Hughes empeora: repite frases y sigue con su fobia al polvo y a los gérmenes. Toma el XF-11 para un vuelo de prueba. Uno de los motores funciona mal y el avión se estrella en Beverly Hills. Resulta gravemente herido y tarda meses en recuperarse. Aunque el encargo del hidroavión H-4 Hercules se cancela, Hughes continúa con el desarrollo de la aeronave con su propio dinero. Cuando le dan de alta, se le dice que tiene que elegir entre la financiación del forcejeo de un TWA o su barco volador. Hughes le ordena a Dietrich que hipoteque los activos de la TWA para poder continuar desarrollando el prototipo de Hércules.
Hughes es cada vez más paranoico. Coloca micrófonos y aprovecha las líneas de teléfono de Ava Gardner para realizarle un seguimiento. Su casa es buscada por el FBI en pos de pruebas incriminatorias de negocio de la guerra. El incidente le genera un serio trauma psicológico, con los investigadores manipulando sus posesiones y el seguimiento de la suciedad por todas partes. Brewster se ofrece en privado a retirar los cargos si Hughes vende TWA a Trippe, oferta que Hughes rechaza. Hughes se hunde en una profunda depresión, se encierra en la sala de proyecciones de su casa y se aleja de la realidad. Hepburn intenta, sin éxito, ayudarlo. Trippe hace que Brewster cite a Hughes para que el Senado le investigue, confiando en que el solitario Hughes no aparecerá, si bien él visita a Hughes y trata de convencerlo por última vez de que le venda TWA, pero Hughes se niega de nuevo. Muy enfadado, Trippe se va y dice en broma que cuando Hughes vuelva a casa, será en un avión de Pan Am.
Después, Hughes se encierra durante casi tres meses. Gardner le visita y le viste para la audiencia. Hughes se defiende de las acusaciones de Brewster y acusa a Trippe por sobornar. Hughes concluye anunciando que su compromiso es concluir la aeronave H-4, y que va a abandonar el país si no consigue que vuele.
Hughes prueba con éxito el vuelo del barco volador. Después del vuelo, habla con Dietrich y con su ingeniero, Glenn Odekirk (Matt Ross), sobre un nuevo avión de TWA. Hughes parece libre de sus demonios internos, pero tiene una recaída tras "ver" a hombres extraños con trajes de gérmenes resistentes. Hughes no cesa de repetir la frase "el camino hacia el futuro" una y otra vez, hasta que Dietrich y Odekirk lo esconden en un baño, mientras que Dietrich lo vende a un médico. Hughes tiene un flashback de su infancia, recuerda la escena en la que su madre le baña, y decide que comercializará el avión más rápido jamás construido; que dirigirá las más grandes películas de todos los tiempos y que se convertirá en el hombre más rico del mundo. Sigue diciendo "el camino hacia el futuro", cuando la película acaba.

## Reparto
- Leonardo DiCaprio como Howard Hughes.
- Cate Blanchett como Katharine Hepburn.
- John C. Reilly como Noah Dietrich.
- Kate Beckinsale como Ava Gardner.
- Alec Baldwin como Juan Trippe.
- Alan Alda como Senador Owen Brewster.
- Ian Holm como profesor Fitz.
- Danny Huston como Jack Frye.
- Gwen Stefani como Jean Harlow.
- Jude Law como Errol Flynn.
- Willem Dafoe como Roland Sweet.
- Adam Scott como Johnny Meyer.
- Kevin O'Rourke como Spencer Tracy.
- Kelli Garner como Faith Domergue.
- Frances Conroy como Katharine Houghton.
- Brent Spiner como Robert E. Gross.
- Stanley DeSantis como Louis B. Mayer.
- Edward Herrmann como Joseph Breen.
- Josie Maran como Thelma, la Chica de los Cigarros.
- Kenneth Welsh como Dr. Hepburn.

## Comentarios
En unas secuencias al principio del film, las escenas aparecen coloreadas de azul. Scorsese mandó sustituir el color verde por el azul para simular una vieja técnica de dos tonos en filmes Technicolor. Se considera que la interpretación de Leonardo DiCaprio es una de las caracterizaciones más cercanas a la personalidad de Hughes.

## Premios

### Premios Óscar de 2005
| Categoría                 | Candidato                    | Resultado |
| ------------------------- | ---------------------------- | --------- |
| Mejor película            | Mejor película               | Nominada  |
| Mejor director            | Martin Scorsese              | Nominado  |
| Mejor actor               | Leonardo DiCaprio            | Nominado  |
| Mejor actor de reparto    | Alan Alda                    | Nominado  |
| Mejor actriz de reparto   | Cate Blanchett               | Ganadora  |
| Mejor guion original      | John Logan                   | Nominado  |
| Mejor fotografía          | Robert Richardson            | Ganador   |
| Mejor montaje             | Thelma Schoonmaker           | Ganadora  |
| Óscar al mejor sonido     | Tom Fleischman Petur Hliddal | Nominados |
| Mejor diseño de vestuario | Sandy Powell                 | Ganador   |
| Mejor dirección de arte   | Dante Ferretti               | Ganador   |

### Premios Globo de Oro de 2004
| Categoría               | Persona              | Resultado |
| ----------------------- | -------------------- | --------- |
| Mejor película-Drama    | Mejor película-Drama | Ganador   |
| Mejor director          | Martin Scorsese      | Nominado  |
| Mejor actor-Drama       | Leonardo DiCaprio    | Ganador   |
| Mejor actriz de reparto | Cate Blanchett       | Nominada  |
| Mejor guion             | John Logan           | Nominado  |
| Mejor banda sonora      | Howard Shore         | Ganador   |

### Premios BAFTA 2004
| Categoría                     | Persona                                                              | Resultado |
| ----------------------------- | -------------------------------------------------------------------- | --------- |
| Mejor película                | Mejor película                                                       | Ganadora  |
| Mejor actor                   | Leonardo DiCaprio                                                    | Nominado  |
| Mejor dirección               | Martin Scorsese                                                      | Nominado  |
| Mejor actor de reparto        | Alan Alda                                                            | Nominado  |
| Mejor actriz de reparto       | Cate Blanchett                                                       | Ganadora  |
| Mejor fotografía              | Robert Richardson                                                    | Nominado  |
| Mejor sonido                  | Tom Fleischman Eugene Gearty Petur Hliddal Philip Stockton           | Nominados |
| Mejor música                  | Howard Shore                                                         | Nominado  |
| Mejor diseño de producción    | Dante Ferretti                                                       | Ganador   |
| Mejor diseño de vestuario     | Sandy Powell                                                         | Nominada  |
| Mejor montaje                 | Thelma Schoonmaker                                                   | Nominada  |
| Mejores efectos visuales      | Matthew Gratzner Robert Legato R. Bruce Steinheimer Peter G. Travers | Nominados |
| Mejor maquillaje y peluquería | Kathryn Blondell Sian Grigg Morag Ross                               | Ganadores |
| Mejor guion original          | John Logan                                                           | Nominado  |